# كريس أباني
كريستوفر أباني (بالإنجليزية: Chris Abani) (وُلد في 27 ديسمبر 1966) هو مؤلف نيجيري وأمريكي. يقول إنه جزء من جيل جديد من الكتّاب النيجيريين ينقلون إلى جمهور من القراء بالإنجليزية تجربة أولئك الذين وُلدوا وترعرعوا في ذلك البلد الإفريقي المضطرب.

## سيرة شخصية
وُلد أباني في أفيكبو بنيجيريا. كان والده من الإيغبو، بينما تحدرت والدته من أصول إنجليزية. نشر أول رواية له بعنوان «أسياد المجلس» عام 1985 بعمر السادسة عشر. كانت الرواية من نوع الإثارة السياسية، تدور الحبكة حول استعارة عن انقلاب نُفذ قبل كتابة الرواية. سُجن لستة شهور للاشتباه بمحاولته الإطاحة بالحكومة. واصل الكتابة بعد إطلاق سراحه، لكنه سُجن لعام آخر بعد إصدار راويته عام 1987 بعنوان «سيروكو». بعد إطلاق سراحه هذه المرة، ألف عدة مسرحيات مناهضة للحكومة، والتي أديت لمدة عامين في الشوارع بالقرب من مكاتب الحكومة. سُجن للمرة الثالثة ووُضع في لائحة الإعدام. لحسن حظه، رشى أصدقائه المسؤولين الحكوميين لإطلاق سراحه عام 1991، وانتقل أباني مباشرةً إلى المملكة المتحدة، وعاش هناك حتى عام 1999. انتقل بعد ذلك إلى الولايات المتحدة حيث يعيش هناك الآن.

## التعليم والمسيرة المهنية
يحمل أباني بكالوريوس في دراسات الأدب الإنجليزي من جامعة ولاية إيمو في نيجيريا والماجستير في الجندر والثقافة من كلية بيركبيك بجامعة لندن والماجستير في اللغة الإنجليزية من جامعة جنوب كاليفورنيا والدكتوراه في الكتابة الإبداعية والأدب من جامعة جنوب كاليفورنيا.
قُلد أباني جائزة بين/باربرا غولدسميث لحربة الكتابة وجوائز الأمير كلاوس لعام 2001 وزمالة لانان الأدبية وجائزة كاليفورنيا للكتاب وجائزة إرث هورستون-رايت وجائزة مؤسسة همنغواي/بين. ظهرت مختارات من شعره في المجلة الإلكترونية بلاكبيرد. من عام 2007 حتى عام 2012 كان بروفيسور الكتابة الإبداعية في جامعة كاليفورنيا، ريفيرسايد. يشغل الآن منصب بروفيسور عضو مجلس الأمناء في جامعة نورثويسترن.
يضم كتابه الشعري سانكتيفيكوم (منشورات كوبر كانيون 2010)، عدد من القصائد المتسلسلة، تجتمع مع بعضها في طقوس دينية ولغة الإيغبو لبلده الأم نيجيريا وإيقاعات الريغي في قصيدة غنائية طقسية لما بعد الموت.
أدى تعطش أباني للنشر إلى تشكيل سلسلة بلاك غوت الشعرية، وهي دمغة تابعة لدار أكاشي النيويوركية. نُشرت أعمال من قبل بلاك غوت لشعراء هم كوامي داوس وكريستينا غارسيا وكيت دوربين وكارين هاريمان وأوشي ندوكا وبريسيفال إيفريت وخديجة كوين وغابرييلا غواريغوي.
في صيف عام 2016، نُشر مجموعة واسعة من أعماله في إسرائيل من قبل دار النشر الصغيرة المستقلة رئاف تحت عنوان درس جغرافي (بالعبري Shi'ur Geografia) حررتها نوغا شيفاش والشاعر إيران تزيلغوف. تلقت المجموعة مراجعات رائعة وقدمت للقراء بالعبرية أول مواجهة مع شعر أباني.